# يوهان غوستاف هيرميس
يوهان غوستاف هيرميس (بالألمانية: Johann Gustav Hermes)‏ هو رياضياتي ألماني، ولد في 20 يونيو 1846 في كونيغسبرغ في الإمبراطورية الروسية، وتوفي في 8 يونيو 1912 في باد أوينهاوزن في ألمانيا.